# Gulielmus Peregrinus
Gulielmus Peregrinus (fl ca. 1190 - 1207), ook bekend als Gulielmus de Canno of William the Pilgrim, was een Engels dichter. Hij was als versificator regis ('des konings dichter' ofwel hofdichter) actief aan het hof van Richard I en Jan zonder Land.
Hij wordt gewoonlijk opgenomen in de lijst van Engelse Poets Laureate, al bestond die titel in zijn tijd nog niet. De functie werd pas officieel ingevoerd toen koning Karel I de titel toekende aan Ben Jonson. 